# ロッキーマウント (ノースカロライナ州)
ロッキーマウント（英:Rocky Mount）は、アメリカ合衆国ノースカロライナ州中央部にある都市。人口は5万4341人（2020年）。

## 地理
州都ローリーの東70キロメートルに位置している。市域の半分ぐらいはナッシュ郡に属し、その他がエッジコム郡に入っている。

## 交通
ロッキー・マウント駅は、赤レンガ造りの歴史的な建築物であり、アメリカ合衆国国家歴史登録財に登録されている。アムトラックの長距離列車が停車する。

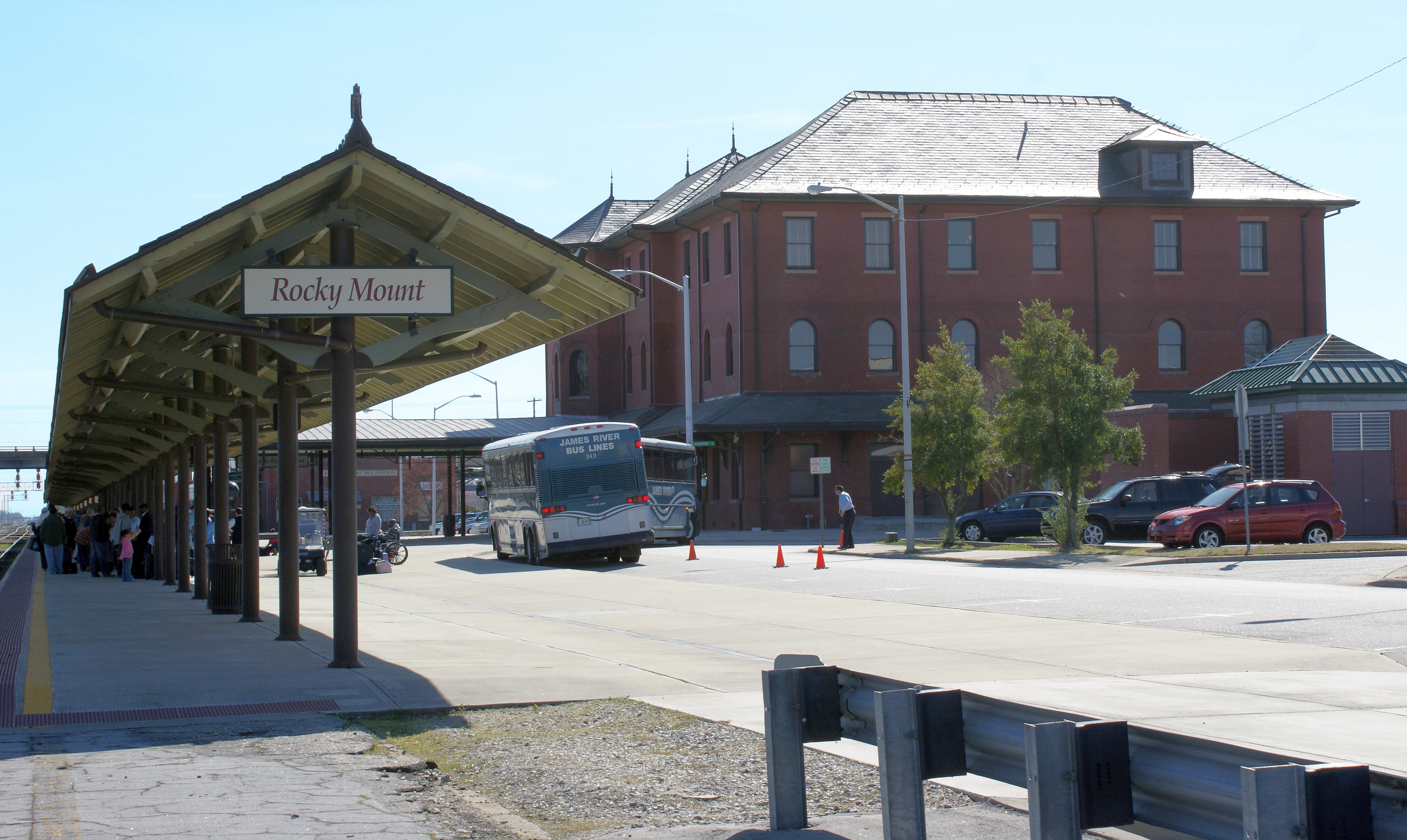
ロッキー・マウント駅